# Croatia Airlines
A Croatia Airlines iniciou suas atividades como Zagal Airlines. Em 1990 trouxe os primeiros Boeing 737-200 (ex-Lufthansa) e mudou seu nome para o atual.
É a empresa de bandeira da Croácia e realiza voos para diversas cidades na Europa e região do mar Mediterrâneo, a partir da sua base em Zagreb.

## Frota
2 A220-300
4 A319-100
2 A320-200

5 DHC-8-400